# 빈 악우협회 합창단
빈 악우협회 합창단(Wien 樂友協會合唱團)은 요제프 폰 존라이트너 박사가 1813년에 창립한 빈 악우협회에 소속하는 합창단으로, 1858년에 조직되었다.
멤버는 때에 따라 다소의 증감이 있으나 대체로 300~350명 정도이다. 역사가 오랜 만큼 이 합창단을 지휘한 명지휘자, 대작곡가도 많다. 주요 인물은 헬메스베르거, 헬멕, 안톤 루빈스타인, 브람스, 리히터, 샬크, 푸르트벵글러 등이다. 베토벤의 〈교향곡 제9번〉이나 독일의 종교음악에서 아름다운 하모니를 들려주었다.

## 참고 문헌
- 이 문서에는 다음커뮤니케이션(현 카카오)에서 GFDL 또는 CC-SA 라이선스로 배포한 글로벌 세계대백과사전의 내용을 기초로 작성된 글이 포함되어 있습니다.